# Zapornia astrictocarpus
La schiribilla di Sant'Elena (Zapornia astrictocarpus (Olson, 1973)) era un uccello della famiglia dei Rallidi originario dell'isola omonima.

## Descrizione
Olson ha ipotizzato che questa schiribilla incapace di volare, assieme alla schiribilla di Laysan (Z. palmeri), si sia evoluta a partire dalla schiribilla grigiata (Z. pusilla). Dal momento che si evolvette in completo isolamento per un lungo periodo di tempo, sviluppò vari caratteri non presenti nella specie originaria. Sia Z. palmeri che Z. astrictocarpus avevano ali molto ridotte, ma quest'ultima aveva osso pelvico e zampe meno robusti. Soprattutto, Z. astrictocarpus aveva sviluppato un carpometacarpo (osso del polso) fuso prossimalmente, caratteristica unica tra i Rallidi la cui utilità rimane tuttora ignota.

## Biologia
La schiribilla condivideva l'areale con il più grande rallo di Sant'Elena (Aphanocrex podarces), e come questo poteva aggirarsi in cerca di cibo nelle colonie di uccelli marini, forse nutrendosi dei resti di pesce rigurgitato o dei piccoli insetti che si cibavano delle carcasse degli uccelli. Aveva probabilmente pochi nemici naturali, ma poteva essere soggetta agli attacchi delle fregate (Fregata sp.), mentre si aggirava in cerca di cibo tra gli uccelli marini, e le sue uova e i suoi pulcini potevano essere divorate dal rallo di Sant'Elena.

## Estinzione
La schiribilla di Sant'Elena era numerosa prima dell'arrivo sull'isola degli esseri umani, nel 1502, ma senza dubbio cadde vittima della caccia, della deforestazione e della predazione da parte degli animali introdotti entro pochi decenni dall'insediamento dei primi coloni.